# Reina Roja (sèrie de televisió)
Reina Roja és una sèrie de televisió per internet espanyola de thriller produïda per Dopamine i Focus per a Prime Video, basada en la trilogia de novel·les homònima de Juan Gómez-Jurado. És protagonitzada per Vicky Luengo i Hovik Keuchkerian. Es va estrenar a Prime Video el 29 de febrer de 2024. S'ha doblat i subtitulat al català.

## Sinopsi
Amb un quocient intel·lectual de 242, Antonia Scott (Vicky Luengo) és oficialment la persona més intel·ligent de la Terra. La seva intel·ligència li va valer convertir-se en la Reina Roja d'un projecte policial secret i experimental, però allò que semblava un do es va convertir en una maledicció, i va acabar perdent-ho tot. Quan el fill d'una magnat poderosa apareix assassinat grotescament a la seva mansió, i la filla de l'home més ric d'Espanya és segrestada, l'organització Reina Roja s'engega. El Mentor (Àlex Brendemühl), antic cap de l'Antonia, recorre a en Jon Gutiérrez (Hovik Keuchkerian), un policia basc i temperamental a punt de ser expulsat del cos, per reactivar l'Antonia.

## Repartiment

### Principal
- Vicky Luengo com a Antonia Scott
- Hovik Keuchkerian com a Jon Gutiérrez

### Secundari
- Andrea Trepat com a Sandra (Episodi 3 - Episodi 7)
- Celia Freijeiro com a Carla Ortiz
- Nacho Fresneda com a Ezequiel
- Àlex Brendemühl com a Mentor (Episodi 1 - Episodi 3; Episodi 5; Episodi 7)
- Urko Olazabal com l'inspector Parra (Episodi 2 - Episodi 5)
- Ángel López Silva com l'agent Sanjuán (Episodi 2 - Episodi 5)
- José Ángel Egido com a Ramón Ortiz
- Karmele Larrinaga com a Maritxu
- Pere Brasó com a Lejarreta (Episodi 2 - Episodi 3; Episodi 5)
- Vicenta N'Dongo com a Doctora Aguado (Episodi 1 - Episodi 5)
- Sue Flack com a Georgina Scott (Episodi 2)
- Antonio Ponce com a Carmelo (Episodi 1 - Episodi 2)
- Emma Suárez com a Laura Trueba (Episodi 3; Episodi 7)
- Selam Ortega com a Ladybug (Episodi 4; Episodi 6 - Episodi 7)
- Mabel del Pozo com a Teresa Robles (Episodi 3; Episodi 7)
- Jonathan D. Mellor com a Sir Peter Mayor (Episodi 6)
- Bruno Sevilla com a Marcos Lorente (Episodi 1 - Episodi 6)
- Carlota Gurpegui com a Desi (Episodi 1)
- Álex Garrido com a Jorge Lorente Scott (Episodi 5 - Episodi 7)
- Ismael Artalejo com a policia Beltrán (Episodi 1)

Amb la col·laboració especial de
- Fernando Guallar com a Tomás (Episodi 1; Episodi 4 - Episodi 5)
- Eduardo Noriega com a Jaume Soler (Episodi 4)

## Episodis
| Núm. | Títol           | Direcció         | Guió             | Data d'emissió original |
| ---- | --------------- | ---------------- | ---------------- | ----------------------- |
| 1    | «Un salt»       | Koldo Serra      | Salvador Perpiñá | 29 febrer 2024          |
| 2    | «Un tatuatge»   | Koldo Serra      | Salvador Perpiñá | 29 febrer 2024          |
| 3    | «Una pastilla»  | Koldo Serra      | Salvador Perpiñá | 29 febrer 2024          |
| 4    | «Una truita»    | Julián de Tavira | Amaya Muruzábal  | 29 febrer 2024          |
| 5    | «Una decisió»   | Koldo Serra      | Salvador Perpiñá | 29 febrer 2024          |
| 6    | «Una disfressa» | Julián de Tavira | Amaya Muruzábal  | 29 febrer 2024          |
| 7    | «Un mirall»     | Koldo Serra      | Salvador Perpiñá | 29 febrer 2024          |

## Producció

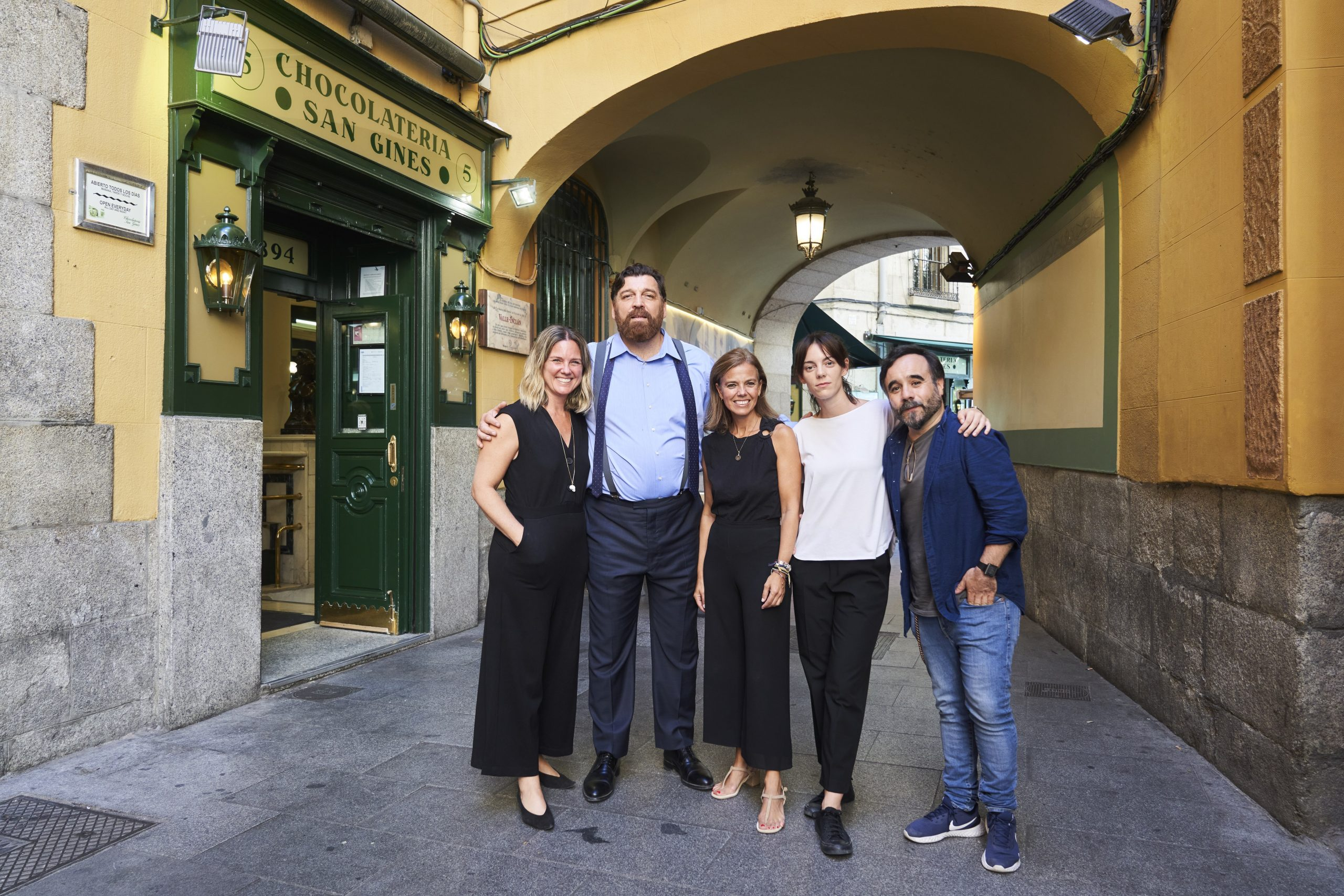
La cap d'originals de Prime Video Espanya, María José Rodríguez, l'actor Hovik Keuchkerian, la regidora de Madrid Almudena Maíllo, l'actriu Vicky Luengo i el director Koldo Serra durant el rodatge de la sèrie a Madrid el 2022.

El 12 de gener de 2022, durant una presentació de les seves properes novetats a Espanya, Amazon Prime Video va anunciar que estava desenvolupant una sèrie basada en la trilogia de novel·les Reina Roja de Juan Gómez-Jurado. Segons Gómez-Jurado al seu compte de Twitter, la sèrie estava en desenvolupament des de 2019. El juny de 2022, es va anunciar que la sèrie seria protagonitzada per Vicky Luengo i Hovik Keuchkerian, interpretant als personatges d'Antonia Scott i Jon Gutiérrez. Alhora, la guionista Amaya Muruzábal va ser confirmada com la productora creadora i una de les productores executives del projecte, a més de coescriure els guions amb Salvador Perpiñá.
El 18 d'agost del 2022, Prime Video va anunciar que havia començat el rodatge de la sèrie i que Koldo Serra seria el seu director principal. El rodatge de la sèrie va concloure el gener de 2023.

## Llançament i màrqueting
El 12 de setembre de 2023, Prime Video va publicar un tast de la sèrie i va programar la seva estrena a la plataforma per al 29 de febrer de 2024.